# Alwarthirunagari
Alwarthirunagari (Tamil: ஆழ்வார்திருநகரி Āḻvārtirunakari  [ˈaːɻʋaːrˌt̪iɾɯnaɡəɾi], auch Alvartirunagari) ist eine Kleinstadt im indischen Bundesstaat Tamil Nadu. Die Einwohnerzahl beträgt rund 9.300 (Volkszählung 2011).
Alwarthurinagari liegt im Distrikt Thoothukudi im Süden Tamil Nadus 26 Kilometer südöstlich von Tirunelveli am südlichen Ufer des Thamirabarani-Flusses. Verwaltungsmäßig gehört die Stadt zum Taluk Tiruchendur des Distrikts Thoothukudi.

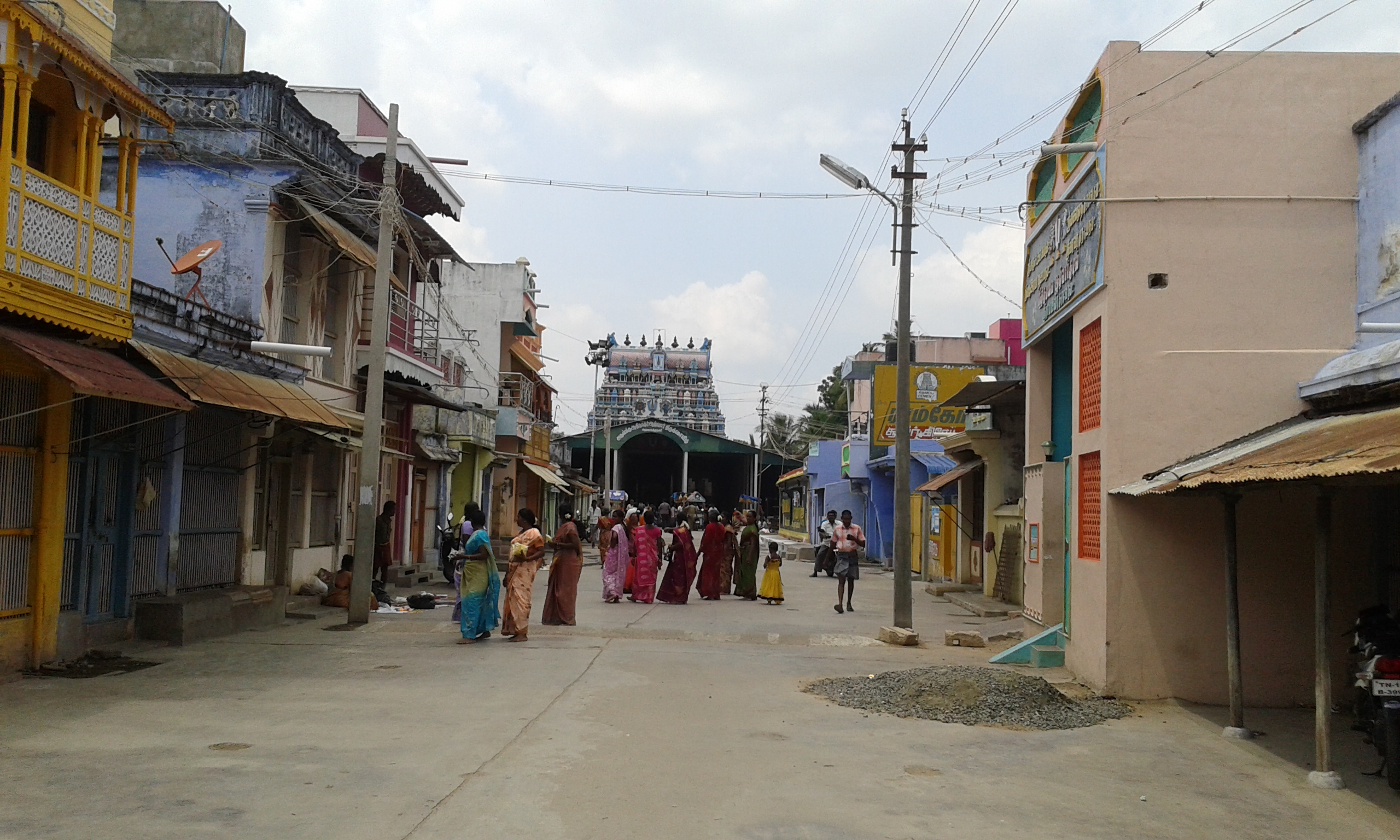
Ortsansicht von Alwarthirunagari, im Hintergrund der Tempel

In Alwarthirunagari wurde um das Jahr 800 Nammalvar, der wichtigste der Alvars (tamilischen vishnuitischen Dichterheiligen), geboren. Der Name Alwarthirunagari bedeutet „heilige Stadt des Alvars“. Der ursprüngliche Ortsname lautete Kurugur. Den Mittelpunkt Alwarthirunagaris bildet der Adinatha-Tempel, ein bedeutender Hindutempel, der dem Gott Vishnu geweiht ist. Der Tempel geht auf das 13. Jahrhundert zurück, die meisten Bauteile des weitläufigen Tempelkomplexes stammen aber aus dem 16./17. Jahrhundert. Neben dem Hauptschrein für den Gott Vishnu beherbergt der Tempel auch einen Nebenschrein für Nammalvar. Der Tempel von Alwarthirunagari gehört zu den 108 heiligen Orten des tamilischen Vishnuismus (Divya Desams).
76 Prozent der Einwohner Alwarthirunagaris sind Hindus, 19 Prozent Muslime und 5 Prozent Christen. Die Hauptsprache ist Tamil, das von fast 100 Prozent der Bevölkerung als Muttersprache gesprochen wird.